# Denis Irwin
Denis Irwin (Cork, 31 oktober 1965) is een Iers voormalig voetballer. Hij speelde over het algemeen als verdediger.
Irwin kon zowel als linksback als als rechtsback goed uit de voeten. Zijn professionele voetbalcarrière begon Irwin bij Leeds United, maar voor het grootste deel van zijn loopbaan speelde hij bij de Engelse topclub Manchester United.
In 2004 stopte de verdediger met voetballen. Afscheid nam hij als speler van de Wolverhampton Wanderers. Tegenwoordig werkt hij als presentator bij MUTV, de eigen televisiezender van Manchester United.

## Clubcarrière

### Voor de voetbalcarrière
In de tweede stad van zijn vaderland, Ierland, werd Denis Irwin geboren, namelijk in Cork. Hij groeide ook in deze plaats op en ging er naar school. Op school bleek hij uit te blinken in twee sporten. Zowel in hurling als in Gaelic football kon hij goed uit de voeten. Irwin heeft met hurling weleens tegen Niall Quinn moeten spelen. Met hem kwam hij later ook te spelen in het nationale team van Ierland. Uiteindelijk koos Irwin voor geen van beide sporten en besloot een voetbalcarrière te beginnen. Voor zijn eerste club bleef hij niet in Ierland, maar vertrok hij naar Engeland.

### Leeds United
Zijn voetbalcarrière begon Denis Irwin bij Leeds United in het seizoen 1983/1984. De club, die in haar geschiedenis al grote successen had behaald, was in het seizoen 1981/1982 gedegradeerd van de hoogste Engelse competitie naar de toenmalige Second Division. Met Leeds United bereikte Irwin in zijn eerste professionele voetbalseizoen niets meer dan de tiende plaats in de competitie. De twee seizoenen die zouden volgen waren ook geen groot succes, met respectievelijk een zevende en een veertiende notering op de ranglijst. Aan het eind van het seizoen 1985/1986, toen het contract van Denis Irwin was afgelopen, besloot hij dan ook over te stappen naar een andere club. Na drie jaar voor Leeds gespeeld te hebben, in een team waar onder andere ook Ian Baird in speelde, had hij 72 wedstrijden achter zijn naam staan. Daarin wist hij één keer te scoren.

### Oldham Athletic
De volgende club waarbij Denis Irwin een contract zou tekenen was Oldham Athletic. Vanaf 22 mei 1986 behoorde hij definitief tot de selectie van de club die, net als zijn vorige werkgever, in de Second Division uitkwam. Al direct was Irwin een vaste kracht bij Oldham. Dat seizoen speelde hij 41 competitieduels en het bleek een succesvol seizoen te zijn. Oldham Athletic eindigde achter Derby County en Portsmouth FC op de derde plaats in de competitie. Hierdoor was ze gelegitimeerd om promotie/degradatie-wedstrijden te spelen. Deze doorstond Irwin echter met de club niet, waardoor ze niet promoveerden. Dit goede eerste seizoen van Irwin bij de club vond echter geen gevolg, althans niet in competitieverband. Ondanks dat hij zijn hele carrière bij Oldham basisspeler bleef, eindigde de club sinds zijn eerste seizoen er alleen nog maar in de middenmoot. In het seizoen 1989/1990 was er echter opvallend succes in zowel FA Cup als de League Cup voor Oldham Atletic. In de eerstgenoemde werd de halve finale bereikt, na eerder onder meer Aston Villa en Everton FC te verslaan. In de halve finale was Manchester United echter net even een maatje te groot. Na een 3-3 gelijkspel werd de replay met 2-1 verloren. Uiteindelijk zou Man United de beker ook winnen. In de League Cup presteerde Irwin met zijn club nog beter. Samen met onder andere zijn landgenoot Mike Milligan stond hij in de basis toen Oldham het in de finale van de beker opnam tegen Nottingham Forest. Door een doelpunt van Nigel Jemson verloren "The Latics" echter van Nottingham. Dit seizoen, waarin Oldham zo goed presteerde in de beide bekers van Engeland, zou het laatste seizoen van Denis Irwin bij de club. Zijn goede prestaties waren namelijk niet onopgemerkt gebleven. Vanaf 20 juni 1990 zou hij deel uit gaan maken van de selectie van een van de grootste Engelse clubs uit de geschiedenis. Voor Oldham Athletic speelde Denis Irwin in totaal 167 wedstrijden, waarin hij viermaal doel trof.

### Manchester United
Het was Manchester United die Denis Irwin in 1990 overnam. Ze betaalde 625.000 pond voor de Ier. Bij Manchester United zou Denis Irwin veruit zijn meest succesvolle periode meemaken. Zijn debuut voor Manchester United maakte hij op 25 augustus 1990 tegen Coventry City. Hij was echter niet meteen een vaste waarde. Zijn echte doorbraak bij United kwam in het seizoen 1992/1993. Dat seizoen scoorde hij als verdediger vijf doelpunten en was mede hierdoor verantwoordelijk voor het binnenslepen van de titel. Het zou niet de laatste titel zijn die hij met de club behaalde. In totaal werd Irwin met Manchester United zeven keer kampioen van Engeland. Daarnaast won hij drie keer de FA Cup, één keer de League Cup, één keer de Beker voor Bekerwinnaars en een keer de Champions League. Het winnen van deze laatstgenoemde beker, in 1999, had een memorabel slot. Irwin, die de hele wedstrijd zou spelen, zag Manchester United in de finale al na zes minuten op een 1-0-achterstand komen tegen mede-finalist Bayern München. Het was Mario Basler die het doelpunt maakte. Toen deze zelfde speler in de 89ste minuut gewisseld werd, verliep het echter dramatisch voor Bayern. In de eerste minuut van de extra tijd van de tweede helft scoorde Teddy Sheringham de gelijkmaker. Bayern, dat van de kaart was, hoopte nu op een verlenging. In de laatste seconde van de wedstrijd was het echter Ole Gunnar Solskjær die de 2-1 voor Manchester United scoorde, waardoor hij samen met Denis Irwin en de rest van het team de Champions League won. Na de vele successen die Denis Irwin met Manchester United had beleefd, besloot hij in 2002 om zijn loopbaan bij Manchester United niet voort te zetten, vooral vanwege zijn leeftijd. Hij wilde op een lager niveau verder spelen. Tijdens zijn laatste wedstrijd met United, die hij tegen Charlton Athletic speelde, mocht hij van trainer Alex Ferguson de aanvoerdersband dragen. Na het laatste fluitsignaal zat zijn carrière bij de grootste club van Manchester erop. In totaal speelde hij 368 competitieduels voor "The Red Devils". Hierin vond hij, onder meer omdat hij een vrije trap en penaltyspecialist was, 22 keer het net.

### Wolverhampton Wanderers
Denis Irwin besloot zijn carrière af te sluiten bij de Wolverhampton Wanderers. Hij tekende ongeveer gelijktijdig bij de club als Paul Ince, met wie hij had samengespeeld bij Manchester United. Met Wolverhampton kwam hij, net zoals met Leeds en Oldham, te spelen op het tweede niveau van het Engelse voetbal. Dit keer was hij echter wel met zijn club in staat om promotie af te dwingen. Hierdoor kon hij spelen tegen zijn oude werkgever Manchester United in de Premier League. Toen hij op Old Trafford, het stadion van United, verscheen voor de wedstrijd kreeg hij dan ook een groot applaus van de fans van Manchester United. De Wolverhampton Wanderers waren echter niet in staat zich te handhaven in de Premier League en in 2004 kondigde Denis Irwin op 38-jarige leeftijd dan ook zijn definitieve afscheid van het professionele voetbal aan. Voor Wolverhampton speelde hij in totaal 75 competitiewedstrijden. Daarin maakte hij twee keer een doelpunt.

## Interlandcarrière
Op 12 september van het jaar 1990 maakte Denis Irwin zijn debuut voor het nationale elftal van Ierland. Hij mocht spelen in de wedstrijd tegen Marokko. Dit duel werd met 1-0 door de Ieren gewonnen. Het winnende doelpunt werd gemaakt door David Kelly. Irwin mocht de hele wedstrijd meespelen. Met Ierland verscheen Denis Irwin één keer op een eindtoernooi, namelijk het WK 1994, dat gehouden werd in de Verenigde Staten. Hij mocht tegen Italië, de uiteindelijke vice-kampioen, en Mexico op dit toernooi meespelen. Tijdens zijn interlandcarrière scoorde Denis Irwin vier doelpunten voor Ierland. Deze werden gemaakt in wedstrijden tegen de Verenigde Staten, België, Kroatië en Paraguay. Zijn laatste interland speelde hij in 1999 tegen Turkije. Dit was de tweede wedstrijd van de play-offs, die bepaalden welk land naar EURO 2000 mocht. Uiteindelijk werd dit Turkije. Toenmalig coach van Ierland, Mick McCarthy, zei dat Irwin zichzelf maar eens moest bewijzen, wat voor veel oproer zorgde, omdat hij een van de meest gewaardeerde spelers van Ierland was. Sindsdien speelde hij geen interland meer voor zijn vaderland.

## Erelijst
Als speler
 Manchester United
- Wereldbeker voor clubteams: 1999
- UEFA Champions League: 1998/99
- Europacup II: 1990/91
- Europese Supercup: 1991
- Premier League: 1992/93, 1993/94, 1995/96, 1996/97, 1998/99, 1999/00, 2000/01
- FA Cup: 1993/94, 1995/96, 1999
- EFL Cup: 1991/92
- FA Charity Shield:  1990, 1993, 1994, 1996, 1997

Als trainer
 Wolverhampton Wanderers
- Promotie naar de Premier League: voor seizoen 2003/04

Individueel
- Overall Team of the Decade – Premier League 10 Seasons Awards (1992/93–2001/02)
- PFA Team of the Century (1997–2007): 2007
- English Football Hall of Fame: 2016